# Žilkova vila
Žilkova vila v Mělníku je památkově chráněná budova čp. 204 v Nové ulici.

## Historie
Vilu si dala postavit Marie Neumannová, majitelka domu U černého orla na dnešním Náměstí Míru, který byl zbořen při stavbě budovy okresního úřadu ve třicátých letech 20. století. Vila je známější pod označením Žilkova vila. ThDr. František Žilka, zeť Marie Neumannové, byl prvním farářem nově zřízeného sboru církve evangelické v Mělníku. Působil jako profesorem na Husově bohoslovecké fakultě v Praze, redaktorem časopis Kalich a přítelem T. G. Masaryka. Traduje se, že Masaryk jel na kole z Prahy do Mělníka si vyslechnout Žilkovo kázání.

## Architektura
Vila byla stavěna mezi lety 1906–1907 na východním okraji města nedaleko historického centra  na základě projektu architekta Bohumila Hybšmana, který byl žákem Otto Wagnera na vídeňské umělecké akademii. Po dokončení studií pracoval ve stavební kanceláři Quida Bělského, který mu nabídl vypracování architektonických projektů dvou vil v Mělníku.
Patrová hranolová stavba má asymetricky řešené průčelí obrácené do ulice. Budova graduje impozantním vstupem do předsíně s bílými sloupy a kamennými lavicemi a rozměrným stupňovitým oknem ve tvaru varhan s barevnou vitráží s pávem, stromem a květinami. Vstupní osa v patře pokračuje úzkými nesouměrnými okenními průřezy s barevnou vitráží a segmentově zvlněnou římsou. Hladká bílá omítka je zdobena dekorativními pásy hrubé, okrově zbarvené omítky místy s akcenty z glazovaných kachlů s modře malovaným dekorem.
Rizalit vrcholí náběhem hrázděného vikýře (podobný vikýř je v bočním jižním průčelí). Vila má zvalbenou střechu pokrytou eternitem s vikýři se sedlovými stříškami.
Barevnost i celkové řešení fasády navozují pocit tepla, vila svou barevností a jasem působí dojmem „středomořské secese a lidové poetiky“.
Zdevastovaný dům byl v devadesátých letech 20. století určen k demolici. Do svého vlastnictví získalo objekt město Mělník a po opravě zde sídlil Úřad práce. Ve veřejné dražbě v roce 2017 získal dům soukromý majitel.

## Interiér
V interiéru se dochovala řada prvků a detailů - vitráže, dřevěné schodiště s vyřezávaným zábradlím, zdobené dřevěné zárubně dveří. K domu dříve patřila vinice, ve sklepě byly prostory ke zpracování (kvasírna) a uskladnění vína.

## Památková hodnota
Předmětem památkové ochrany je vila s okolním pozemkem a zídkami před domem (dnes z větší části zničené, viz fotografie). Vila je kvalitní secesní stavba v blízkosti historického centra města.